# Anybody Seen My Baby?
Singles de The Rolling Stones
Wild Horses
(1996) Saint of Me
(1998)
Clip vidéo
[vidéo] « Anybody Seen My Baby? », sur YouTube
Pistes de Bridges to Babylon
Flip the Switch
(1) Low Down
(3)
Anybody Seen My Baby? est une chanson du groupe de rock britannique The Rolling Stones parue d'abord le 22 septembre 1997 en single, puis sept jours plus tard sur l'album Bridges to Babylon dont il est le premier single.
Le single atteint la 22e place du hit-parade britannique des singles (pour la semaine du 28 septembre au 4 octobre 1997). La chanson est un succès, devenant le plus grand succès de l'album et l'une des principales chansons interprétées lors de la tournée Bridges to Babylon entre 1997 et 1998.

## Historique
Écrite et composée par Mick Jagger et Keith Richards, la chanson est enregistrée entre mars et juillet 1997 aux studios Ocean Way Recording à Los Angeles, aux États-Unis.
Par coïncidence, Anybody Seen My Baby? aurait été le titre d'une chanson écrite et enregistrée par Brian Jones après avoir quitté les Rolling Stones en 1969. Anybody Seen My Baby? présente de nombreuses inspirations, y compris un sample de l'artiste hip-hop Biz Markie, ce qui en fait la seule chanson des Rolling Stones à inclure l'échantillonnage. La basse et les claviers de la chanson sont interprétés par Jamie Muhoberac. Waddy Wachtel joue de la guitare acoustique et électrique et Mick Jagger, Keith Richards jouent de la guitare électrique. La basse de Muhoberac apporte une sonorité R&B à la chanson. La batterie avec laquelle débute la chanson ressemble à la séquence de percussions de la chanson Where life begins, de Madonna.
La chanson est connue pour son refrain similaire à la chanson à succès Constant Craving de k.d. lang sortie en 1992. Pourtant, le duo ne découvrira la chanson d'origine qu'avant la sortie de l'album. En effet, Keith raconte dans son autobiographie : 
« Ma fille Angela et une amie étaient à Redlands et je jouais le disque et elles ont commencé à chanter cette chanson totalement différente dessus. Elles avaient écouté Constant Craving de k.d. lang. C'est Angela et son amie qui l'ont reconnu. »
Par la suite, Keith et Mick décident de co-créditer la chanson à k.d. lang et Ben Mink, les compositeurs de Constant Craving. lang est "complètement honorée et flattée" d'être créditée sur Anybody Seen My Baby?,.

## Parution et réception
La chanson a été un succès mondial en 1997, atteignant le top 20 dans plusieurs pays d'Europe, arrive en tête de classements au Canada et se classe troisième au classement rock aux Etats-Unis.
Le magazine britannique Music Week a noté la chanson quatre sur cinq, déclarant que "c'est du Rolling Stones de haut niveau co-écrits, coproduits et joués en partie par des non-Stones".
Anybody Seen My Baby? est la seule chanson de l'album à apparaitre sur la compilation rétrospective Forty Licks sortie en 2002 à l'occasion des quarante ans de carrière et GRRR! à l'occasion des cinquante ans de carrière (la version deluxe 80 chansons de la compilation contient également Saint of Me).
La chanson est jouée en concert lors de la plupart des dates de la tournée Bridges to Babylon en 1997 et 1998.

## Clip vidéo
Le clip vidéo de la chanson Anybody Seen My Baby? met en vedette l'actrice américaine Angelina Jolie. Elle interprète une strip-teaseuse qui quitte en plein milieu son show pour errer à New York. Deux versions de la vidéo existent, avec des différences mineures entre elles.

## Personnel
Crédités :
- Mick Jagger: chant, guitare électrique, chœurs
- Keith Richards: guitare électrique, chœurs
- Ron Wood: guitare électrique
- Charlie Watts: batterie
- Bernard Fowler: chœurs
- Waddy Wachtel: guitare acoustique
- Jamie Muhoberac: basse, claviers
- Blondie Chaplin: tambourin, shaker, chœurs
- Joe Sublett: saxophone
- Jim Keltner: percussions
- Don Was: claviers
- Biz Markie: intermède rap

## Liste des chansons
1. Anybody Seen My Baby? (Radio edit) - 4:08
2. Anybody Seen My Baby? (Armand's Rolling Steelo Mix) - 10:30
3. Anybody Seen My Baby? (Soul Solution Remix) - 9:31
4. Anybody Seen My Baby? (Bonus Roll) - 4:31

## Classements

### Classements hebdomadaires
| Classements (1997)                     | Meilleur rang |
| -------------------------------------- | ------------- |
| Australie (ARIA)                       | 58            |
| Autriche (Ö3 Austria Top 40)           | 12            |
| Belgique (Flandre Ultratop 50 Singles) | 2             |
| Canada (Top Singles)                   | 1             |
| Canada (Adult Contemporary Tracks)     | 4             |
| Canada (Rock/Alternative)              | 1             |
| Europe (Eurochart Hot 100)             | 18            |
| Finlande (Suomen virallinen lista)     | 11            |
| Allemagne (Media Control AG)           | 24            |
| Hongrie (Rádiós Top 40)                | 2             |
| Islande (Íslenski listinn Topp 40)     | 15            |
| Italie (FIMI)                          | 20            |
| Pays-Bas (Nederlandse Top 40)          | 12            |
| Pays-Bas (Single Top 100)              | 25            |
| Norvège (VG-lista)                     | 14            |
| Écosse (OCC)                           | 18            |
| Espagne (PROMUSICAE)                   | 4             |
| Suède (Sverigetopplistan)              | 18            |
| Suisse (Schweizer Hitparade)           | 26            |
| Royaume-Uni (UK Singles Chart)         | 22            |
| États-Unis (Alternative Songs)         | 2             |
| États-Unis (Mainstream Rock)           | 3             |

### Classements de fin d'année
| Classement (1997)                  | Rang |
| ---------------------------------- | ---- |
| Canada Top Singles (RPM)           | 19   |
| Canada Adult Contemporary (RPM)    | 41   |
| Canada Rock/Alternative (RPM)      | 27   |
| Islande (Íslenski Listinn Topp 40) | 85   |
| Roumanie (Romanian Top 100)        | 35   |